# Silt (Colorado)
Silt is een plaats (town) in de Amerikaanse staat Colorado, en valt bestuurlijk gezien onder Garfield County.

## Demografie
Bij de volkstelling in 2000 werd het aantal inwoners vastgesteld op 1740.
In 2006 is het aantal inwoners door het United States Census Bureau geschat op 2408, een stijging van 668 (38,4%).

## Geografie
Volgens het United States Census Bureau beslaat de plaats een oppervlakte van
7,3 km², geheel bestaande uit land. Silt ligt op ongeveer 1642 m boven zeeniveau.

## Plaatsen in de nabije omgeving
De onderstaande figuur toont nabijgelegen plaatsen in een straal van 40 km rond Silt.